# Флорентіні

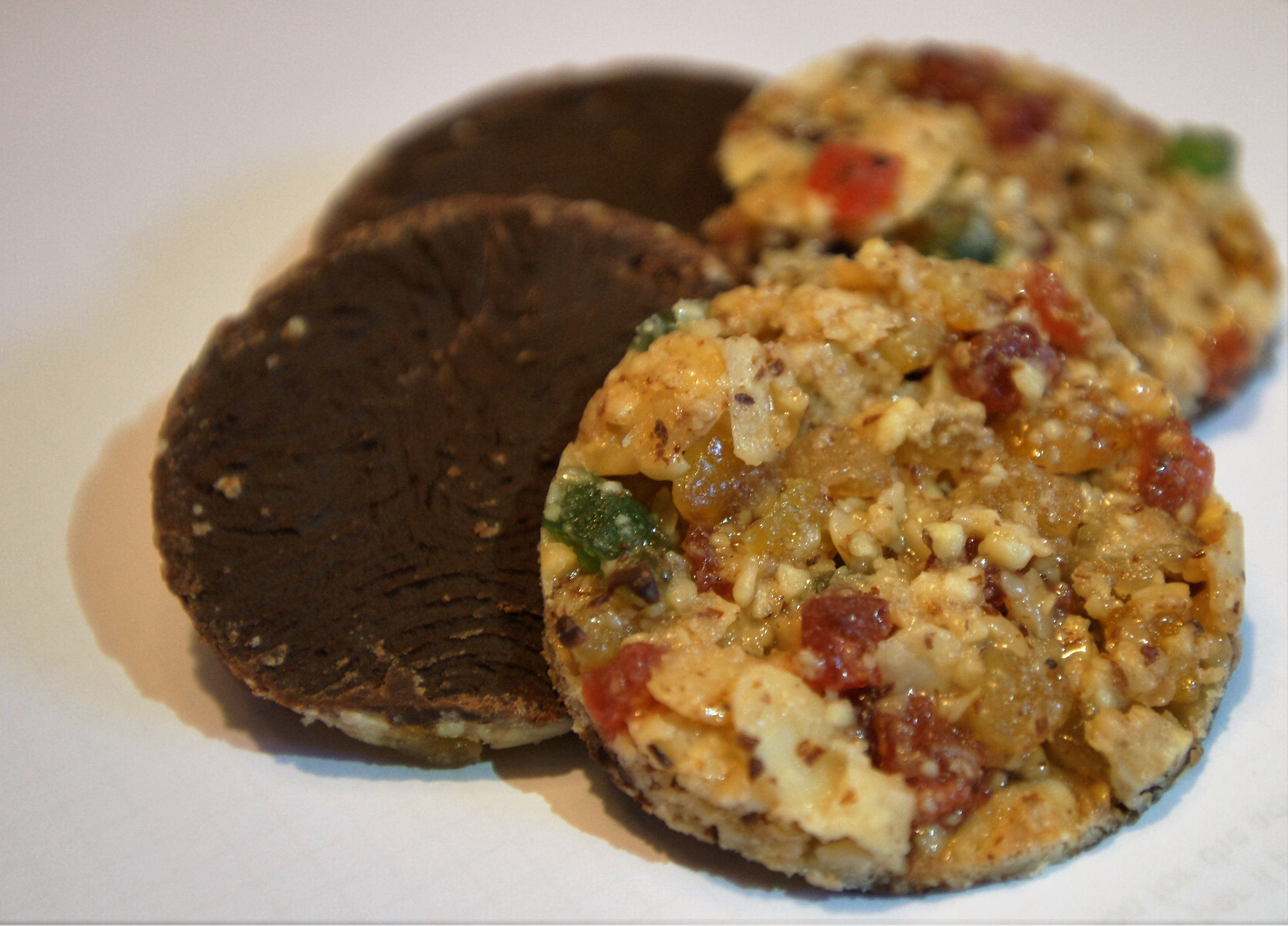
Флорентіні

Флорентіні (Флорентійське печиво) — це типова італійська випічка з мигдалевих пластівців в карамелі, яка як правило не містить ні борошна, ні яєць. Вперше рецепт був відтворений у Флоренції в епоху Відродження. На сьогодні, Флорентіні вважається типовою італійською випічкою з різноманітними начинками на основі мигдалевих пластівців в карамелі.